# Campos Challenger 1990
Il Campos Challenger 1990 è stato un torneo di tennis facente parte della categoria ATP Challenger Series nell'ambito dell'ATP Challenger Series 1990. Il montepremi del torneo era di $50 000 ed esso si è svolto nella settimana tra il 23 luglio e il 29 luglio 1990 su campi in cemento. Il torneo si è giocato a Campos do Jordão in Brasile.

## Vincitori

### Singolare
Jaime Oncins ha sconfitto in finale  José Daher con il punteggio di 6–2, 6–2.

### Doppio
José Daher /  Jaime Oncins hanno sconfitto in finale  Nelson Aerts /  Fernando Roese con il punteggio di 7–6, 6–4.